# EHF Challenge Cup 2008/09
Am EHF Challenge Cup 2008/09 nahmen 40 Handball-Vereinsmannschaften teil, die sich in der vorangegangenen Saison in ihren Heimatländern für den Wettbewerb qualifiziert hatten. Es war die 9. Austragung des Challenge Cups. Die Pokalspiele begannen am 10. Oktober 2008 und endeten mit dem zweiten Finalspiel am 31. Mai 2009. Im rein rumänischen Finale konnte sich der Titelverteidiger UCM Sport Reșița gegen CSU Suceava durchsetzen.

## Modus
Der Wettbewerb startete mit 4 Qualifikationsturnieren mit je einer Gruppen mit 4 Mannschaften in der jeder gegen jeden in einfacher Runde spielte. Die beiden Ersten jeder Gruppe zogen in Runde 3 ein, in der weitere, höher eingestufte, Mannschaften einstiegen. Ab dieser Runde, inklusive des Finales, wurden im K.-o.-System mit Hin- und Rückspiel gespielt. Der Gewinner des Finales war EHF Challenge Cup Sieger der Saison 2008/09.

## Qualifikationsturniere
Alle Gruppenspiele fanden vom 10. Oktober 2008 bis 12. Oktober 2008 statt. Gruppe A spielte im serbischen Čačak, Gruppe B im österreichischen Innsbruck, Gruppe C im italienischen Rubiera und Gruppe D im kroatischen Karlovac.

### Gruppe A
| Pl. | Mannschaft                 | Sp. | S | U | N | Tore    | Diff. | Punkte |
| --- | -------------------------- | --- | - | - | - | ------- | ----- | ------ |
| 1.  | Pfadi Winterthur           | 3   | 2 | 0 | 1 | 088:730 | +15   | 4      |
| 2.  | RK Mladost Čačak           | 3   | 2 | 0 | 1 | 079:760 | +3    | 4      |
| 3.  | HK Lovosice                | 3   | 1 | 0 | 2 | 076:840 | −8    | 2      |
| 4.  | Schachtar Akademiya Donezk | 3   | 1 | 0 | 2 | 076:860 | −10   | 2      |

### Gruppe B
| Pl. | Mannschaft        | Sp. | S | U | N | Tore     | Diff. | Punkte |
| --- | ----------------- | --- | - | - | - | -------- | ----- | ------ |
| 1.  | ATSV Innsbruck    | 3   | 3 | 0 | 0 | 0105:650 | +40   | 6      |
| 2.  | Sungul Sneschinsk | 3   | 2 | 0 | 1 | 092:680  | +24   | 4      |
| 3.  | Bursa Nilüfer BK  | 3   | 1 | 0 | 2 | 093:900  | +3    | 2      |
| 4.  | Manchester HC     | 3   | 0 | 0 | 3 | 056:1230 | −67   | 0      |

### Gruppe C
| Pl. | Mannschaft           | Sp. | S | U | N | Tore     | Diff. | Punkte |
| --- | -------------------- | --- | - | - | - | -------- | ----- | ------ |
| 1.  | Gammadue Secchia     | 3   | 3 | 0 | 0 | 089:640  | +25   | 6      |
| 2.  | AS Filippos Verias   | 3   | 2 | 0 | 1 | 094:670  | +27   | 4      |
| 3.  | MRK Goražde          | 3   | 1 | 0 | 2 | 081:750  | +6    | 2      |
| 4.  | Great Dane HC London | 3   | 0 | 0 | 3 | 051:1090 | −58   | 0      |

### Gruppe D
| Pl. | Mannschaft                  | Sp. | S | U | N | Tore     | Diff. | Punkte |
| --- | --------------------------- | --- | - | - | - | -------- | ----- | ------ |
| 1.  | RK Budućnost Podgorica      | 3   | 2 | 1 | 0 | 0101:690 | +32   | 5      |
| 2.  | HRK Karlovac                | 3   | 2 | 1 | 0 | 092:690  | +23   | 5      |
| 3.  | LIF Lindesberg              | 3   | 1 | 0 | 2 | 092:800  | +12   | 2      |
| 4.  | University of Manchester HC | 3   | 0 | 0 | 3 | 044:1110 | −67   | 0      |

## Runde 3
|                        | Gesamt  |                       | Hinspiel | Rückspiel |
| ---------------------- | ------- | --------------------- | -------- | --------- |
| H 43 Lund              | 51:61   | Beşiktaş Istanbul     | 28:26    | 23:35     |
| RK Budućnost Podgorica | 69:41   | RK Sloga Doboj        | 32:22    | 37:19     |
| RK Mladost Čačak       | 51:57   | CD São Bernardo       | 25:27    | 26:30     |
| Vardar Skopje          | 54:54 * | AS Filippos Verias    | 27:24    | 27:30     |
| Bologna Handball       | 54:58   | CSU Suceava           | 30:26    | 24:32     |
| Gammadue Secchia       | 69:74   | CSM Bacău             | 33:39    | 36:35     |
| HC Dinamo Poltava      | 53:53 * | SKAF Minsk            | 23:26    | 30:27     |
| RK Poreč               | 57:62   | ATSV Innsbruck        | 31:29    | 26:33     |
| UCM Sport Reșița       | 65:51   | HRK Karlovac          | 31:25    | 34:26     |
| UHK Krems              | 61:60   | Pfadi Winterthur      | 34:30    | 27:30     |
| PAOK Thessaloniki      | 48:48 * | Sungul Sneschinsk     | 23:23    | 25:25     |
| MMTS Kwidzyn           | 39:42   | RK Proleter Zrenjanin | 24:19    | 15:23     |
| HC Dobrudja Dobrich    | 60:59   | Dragūnas Klaipėda     | 35:31    | 25:28     |
| Handball Esch          | 48:70   | BSV Bern Muri         | 24:38    | 24:32     |
| Mornar Bar             | 44:60   | Marítimo Funchal      | 27:29    | 17:31     |
| SKIF Krasnodar         | 78:37   | HC Tallas             | 39:17    | 39:20     |

## Achtelfinals
|                        | Gesamt  |                     | Hinspiel | Rückspiel |
| ---------------------- | ------- | ------------------- | -------- | --------- |
| PAOK Thessaloniki      | 59:60   | CSM Bacău           | 28:31    | 31:29     |
| Beşiktaş Istanbul      | 50:50 * | ATSV Innsbruck      | 25:24    | 25:26     |
| UCM Sport Reșița       | 63:46   | Vardar Skopje       | 31:20    | 32:26     |
| RK Budućnost Podgorica | 61:54   | Marítimo Funchal    | 30:26    | 31:28     |
| HC Dinamo Poltava      | 52:57   | UHK Krems           | 26:32    | 26:25     |
| SKIF Krasnodar         | 64:64 * | BSV Bern Muri       | 33:35    | 31:29     |
| RK Proleter Zrenjanin  | 59:50   | HC Dobrudja Dobrich | 33:19    | 26:31     |
| CD São Bernardo        | 56:62   | CSU Suceava         | 29:34    | 27:28     |

## Viertelfinals
|                        | Gesamt |                       | Hinspiel | Rückspiel |
| ---------------------- | ------ | --------------------- | -------- | --------- |
| UCM Sport Reșița       | 67:47  | RK Proleter Zrenjanin | 37:25    | 30:22     |
| UHK Krems              | 50:61  | CSU Suceava           | 26:29    | 24:32     |
| BSV Bern Muri          | 66:65  | CSM Bacău             | 38:28    | 28:37     |
| RK Budućnost Podgorica | 50:51  | Beşiktaş Istanbul     | 27:25    | 23:26     |

## Halbfinals
|                   | Gesamt |                  | Hinspiel | Rückspiel |
| ----------------- | ------ | ---------------- | -------- | --------- |
| Beşiktaş Istanbul | 47:58  | UCM Sport Reșița | 26:26    | 21:32     |
| CSU Suceava       | 69:57  | BSV Bern Muri    | 35:31    | 34:26     |

## Finale
Das Hinspiel fand am 24. Mai 2009 in Reșița statt und das Rückspiel am 31. Mai 2009 in Suceava. UCM Sport Reșița holt den dritten Cup hintereinander unter Aihan Omer. Dieser stand zu dieser Zeit zusammen mit dem Trainer des zweiten Finalisten, Petru Ghervan, auch in der Verantwortung bei der rumänischen Nationalmannschaft.
|                  | Gesamt |             | Hinspiel | Rückspiel |
| ---------------- | ------ | ----------- | -------- | --------- |
| UCM Sport Reșița | 50:47  | CSU Suceava | 25:27    | 25:20     |